# Stancheva Peak
Der Stancheva Peak (englisch; bulgarisch връх Станчева wrach Stantschewa) ist ein vereister und 850 m hoher Berg an der Foyn-Küste des Grahamlands im Norden der Antarktischen Halbinsel. Er bildet 4,6 km südlich des Vologes Ridge, 6,68 km westsüdwestlich des Mount Mecheva und 5,05 km nordwestlich des Chuypetlovo Knoll den westlichen Ausläufer des Bigla Ridge. Der Sleipnir-Gletscher liegt nördlich, der Beaglehole-Gletscher südlich von ihm. Besonders markant sind seine Nordwest-, Südost- und Südwesthänge.
Britische Wissenschaftler kartierten ihn 1976. Die bulgarische Kommission für Antarktische Geographische Namen benannte ihn 2013 nach Kamelija Stantschewa, die zwischen 1996 und 1997 an einer Kampagne des bulgarischen Antarktisprogramms beteiligt war.